# Jelisaweta Skoropadska

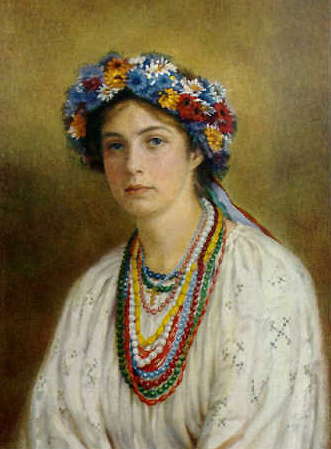
Jelisaweta Skoropadska (1920)

Jelisaweta Skoropadska (russisch Елизавета Скоропадская, ukrainisch Єлисавета Скоропадська; * 14. Novemberjul. / 26. November 1899greg. in St. Petersburg; † 16. Februar 1976 in Oberstdorf) war eine ukrainische Bildhauerin und Politikerin.

## Leben
Skoropadskas Vater war der Offizier der Kaiserlich Russischen Armee Pawlo Skoropadskyj (1873–1945), der 1918 Hetman der Ukraine wurde. Schon als Kind interessierte sie sich für die Künste, so dass sie in St. Petersburg im Atelier der ersten russischen akademisch gebildeten Bildhauerin Marija Dillon sich ausbildete.
1918 emigrierte Skoropadska mit der Familie und lebte 1919–1921 in Lausanne und darauf in Berlin (bis 1945). Sie studierte in Berlin an der Preußischen Akademie der Künste und in Florenz bei Libero Andreotti. In den 1920er und 1930er Jahren übernahm sie Aufträge für die Anfertigung von Porträt-Skulpturen und andere Skulpturen in Deutschland, Finnland und den Niederlanden. Die meisten Werke gingen im Zweiten Weltkrieg verloren.
Ab den 1930er Jahren diente Skoropadska als Sekretärin ihres Vaters und war in dessen ukrainischer Hetman-Bewegung aktiv. Sie war Mitglied des Hilfskomitees für die hungernde Ukraine. Während des Deutsch-Sowjetischen Kriegs half sie ukrainischen Zwangsarbeitern in Deutschland.
Ab 1945 lebte Skoropadska in Oberstdorf. 1949 heiratete sie den ukrainischen Diplomaten Wassili Kuschim, der zu den Führern der Hetman-Bewegung gehörte. Sie veröffentlichte 1952 ihre Erinnerungen an die letzten Tage ihres Vaters. Nach dem Tod ihrer älteren Schwester Marija verheiratete Gräfin Montresor (1898–1959) übernahm sie nun als Älteste ihrer Geschwister und der Familie Skoropadskyj die Leitung der Hetman-Bewegung entsprechend dem Willen ihres Vaters, die ihr Bruder Danilo (1906–1957) nach dem Tode ihres Vaters übernommen hatte. 1963 wurde in Philadelphia das Wjatscheslaw-Lypynskyj-Institut für Osteuropäische Studien gegründet mit Jewhen Syblikewytsch als erstem Direktor.
Nach Skoropadskas Tod leitete ihre jüngste Schwester Jelena verheiratete Ott (1919–2014) die Hetman-Bewegung.